# Elvis Stojko
Elvis Stojko, né le 22 mars 1972, est un ancien patineur artistique canadien trois fois champion du monde, double médaillé d'argent aux Jeux olympiques de Lillehammer et de Nagano. Il est le premier patineur à avoir réussi la combinaison  quadruple-double boucle piquée (Championnats du monde 1991) et le quadruple-triple boucle piquée (Finale de la série des champions 1997). Il s'est retiré de la compétition amateur en 2002.
Fervent d'arts martiaux, il a remporté quelques médailles dans ce sport.
Elvis a annoncé officiellement sa retraite du patinage, le 10 août 2006, après une performance au Gala du club de Mariposa.
En octobre 2021, son nom est cité dans les Pandora Papers.

## Palmarès
| Compétition                   | 1989    | 1990    | 1991    | 1992    | 1993    | 1994    | 1995    | 1996    | 1997    | 1998    | 1999    | 2000    | 2001    | 2002    |
| Jeux olympiques d'hiver       |         |         |         | 7e      |         | 2e      |         |         |         | 2e      |         |         |         | 8e      |
| Championnats du monde         |         | 9e      | 6e      | 3e      | 2e      | 1er     | 1er     | 4e      | 1er     | F       | 4e      | 2e      | 10e     | F       |
| Quatre continents             |         |         |         |         |         |         |         |         |         |         | 3e      | 1er     | F       | F       |
| Championnats du Canada        |         | 2e      | 2e      | 2e      | 2e      | 1er     | F       | 1er     | 1er     | 1er     | 1er     | 1er     | F       | 1er     |
| Championnats du monde juniors | 6e      | 8e      |         |         |         |         |         |         |         |         |         |         |         |         |
|                               |         |         |         |         |         |         |         |         |         |         |         |         |         |         |
| Grand Prix ISU                | 1988/89 | 1989/90 | 1990/91 | 1991/92 | 1992/93 | 1993/94 | 1994/95 | 1995/96 | 1996/97 | 1997/98 | 1998/99 | 1999/00 | 2000/01 | 2001/02 |
| Finale du Grand Prix          |         |         |         |         |         |         |         | 2e      | 1er     | 2e      |         | 2e      |         |         |
| Skate America                 |         |         | 8e      |         |         |         |         |         |         |         | 4e      | 3e      |         |         |
| Skate Canada                  |         |         |         | 1er     | 1er     |         | 1er     |         | 1er     | 1er     | 2e      | 2e      | F       | 2e      |
| Coupe d'Allemagne             |         |         |         |         |         |         | 1er     |         |         | 1er     |         |         |         | 6e      |
| Trophée de France             |         |         | 3e      |         |         |         |         | 3e      | F       |         |         |         |         |         |
| Trophée NHK                   |         |         |         |         | 2e      |         |         | 1er     | 1er     |         |         |         | F       |         |
| Légende : F = Forfait         |         |         |         |         |         |         |         |         |         |         |         |         |         |         |

## Prix et reconnaissances
- Trophée Lionel Conacher en 1994;
- Prix Norton H. Crowe en 1994 et en 1997;
- Médaille du service méritoire (division civile) en 1995;
- Croix du service méritoire (division civile) en 1998;
- Introduit au Temple de la Renommée de Patinage Canada en 2004.